# Unforgettable (filme de 2017)
Unforgettable (Brasil: Paixão Obsessiva ) é um filme de suspense e drama americano de 2017 dirigido por Denise Di Novi (em sua estreia na direção) e escrito por Christina Hodson. O filme é estrelado por Katherine Heigl, Rosario Dawson, Geoff Stults, Isabella Rice e Cheryl Ladd, e segue uma divorciada que começa a atormentar a nova noiva de seu ex-marido.
A filmagem principal começou em 17 de agosto de 2015 em Los Angeles. O filme foi lançado em 21 de abril de 2017 pela Warner Bros. Pictures. O filme arrecadou US$17,8 milhões, em seu orçamento de US$12 milhões.

## Sinopse
Julia Banks (Rosario Dawson) é questionada pelo assassinato de seu ex-namorado psicótico Michael (Simon Kassianides). Julia alega inocência, apesar das conversas nas redes sociais mostrarem seu desejo por Michael.
Seis meses antes, Julia recebe uma despedida de sua chefe e amiga, Ali (Whitney Cummings), de seu trabalho como editora-chefe on-line de um site de histórias. Julia planeja trabalhar remotamente a partir da mansão que compartilhará com seu noivo David Connover (Geoff Stults) e sua futura enteada Lily (Isabella Rice). Na casa de David, Julia é recebida por sua ex-mulher Tessa (Katherine Heigl), que não está lidando com o fim do casamento dois anos antes.
Na noite seguinte, Tessa deixa algo em casa e Lily insiste que fique para jantar. Tessa critica a comida de Julia e sai. Julia descobre que sua ordem de restrição contra Michael expirou, para sua angústia.
Tessa é visitada por "Lovey" (Cheryl Ladd), sua mãe controladora e depreciativa. Investigando Julia online, Tessa descobre sua ordem de restrição contra Michael. Ela cria uma conta no Facebook que se passa com Julia e envia uma mensagem para Michael, dizendo a ele o quanto "Julia" sente falta dele.
Julia recebe uma entrega surpresa de flores, enviada anonimamente por Tessa para fazer parecer que Julia está tendo um caso. Enquanto Julia está na porta, Tessa entra furtivamente e rouba o relógio de David, a aliança de casamento de sua avó e uma calcinha de Julia. Naquela tarde, enquanto Julia e Lily visitam David no mercado de agricultores, Lily se afasta. Julia a encontra nos braços de Tessa, que está reclamando com David sobre a incompetência de Julia como mãe. Quando Tessa aparece em casa, Julia a confronta por tentar reentrar na vida de David. As mulheres almoçam juntas na tentativa de se reconciliar, e Tessa afirma que David a deixou porque suspeitava que ela estava tendo um caso. Tessa envia a Michael o relógio e a calcinha.
Tessa tenta fazer com que Lily montar um cavalo rebelde em sua cavalgada prática de hipismo, mas Julia percebe o medo de Lily e leva-la para casa, para irritação de Tessa. Naquela noite, Tessa se diverte em seu carro enquanto envia mensagens sexualmente explícitas, posando como Julia, para Michael.
Tessa corta o cabelo comprido de Lily como punição por deixar o treino mais cedo, levando a uma discussão acalorada com Julia. Tessa se joga escada abaixo e finge que Julia a empurrou acidentalmente quando David chega. Depois de levar Tessa para um hospital, David castiga Julia por tratar tão mal sua ex-esposa. Julia pede ajuda a Ali e elas descobrem os registros dos serviços infantis de Tessa; quando adolescente, ela tentou matar o pai quando ele traiu a mãe.
Tessa envia uma mensagem para Michael, como Julia, dizendo que quer que ele a visite para fazer sexo. Michael entra na casa quando Julia está sozinha, e quando ela rejeita seus avanços, ele a ataca. Uma Julia severamente espancada apunhala-o na perna com uma faca de cozinha e foge da casa. Tessa, esperando do lado de fora, entra e apunhala Michael no peito.
No presente, a polícia libera Julia, afirmando que a investigação da morte de Michael continuará. David é inicialmente favorável depois que Julia chorosa explica sua história com Michael, mas quando a polícia mostra as "evidências", ele fica desiludido e vai à casa de Tessa para buscar Lily. Lá, ele vê luvas queimadas na lareira e o anel de casamento de sua avó no dedo de Tessa, percebendo que Tessa emoldurou Julia.
Tessa derruba David com um atiçador da lareira. Julia chega e tenta ligar para o 9-1-1, mas é atacada por Tessa. Subjugando Tessa, Julia corre para reviver David, mas Tessa a ataca com uma faca. Ao se ver no espelho, Tessa percebe o monstro em que se tornou e se apunhala no estômago. Morrendo, Tessa implora a Julia para não deixar Lily se lembrar dela assim.
Seis meses depois, David e Julia se casam e se mudam para uma nova casa com Lily. Julia atende a porta e encontra Lovey querendo ver sua neta. Julia olha horrorizada quando Lovey abraça Lily.

## Elenco
- Rosario Dawson como Julia Banks, noiva de David
- Katherine Heigl como Tessa Connover, ex-mulher de David
- Geoff Stults como David Connover, ex-marido de Tessa e pai de Lily
- Cheryl Ladd como Helen/"Lovey", mãe de Tessa
- Sarah Burns como Sarah, amiga de David desde a infância
- Whitney Cummings como Ali, a melhor amiga de Julia
- Simon Kassianides como Michael Vargas, ex-namorado violento e abusivo de Julia
- Isabella Kai Rice como Lily Connover, filha de Tessa e David
- Robert Wisdom como Detetive Pope
- Jayson Blair como Jason

## Produção
Em 9 de janeiro de 2014, foi anunciado que a Warner Bros. havia contratado Amma Asante para dirigir o thriller feminino Unforgettable. Denise Di Novi estava preparada para produzir o filme junto com Alison Greenspan, enquanto Christina Hodson estava escrevendo o roteiro. Em 2 de dezembro de 2014, Kate Hudson e Kerry Washington foram escolhidas como protagonistas do filme, sobre um homem que é ameaçado por sua ex-esposa. Em 22 de junho de 2015, depois que a diretora Asante e as atrizes Hudson e Washington deixaram o projeto, foi revelado que a produtora Di Novi faria sua estréia na direção com o filme. Também foi revelado que David Leslie Johnson havia co-escrito o roteiro junto com Hodson. Em 12 de agosto de 2015, Katherine Heigl foi escalada para interpretar Tessa Connover, a mãe divorciada astuta e mentalmente instável que ameaça seu ex-marido, filha e a nova namorada de seu ex-marido. No mesmo dia, Rosario Dawson foi escalada como a namorada, Julia Banks, que tenta lutar contra Tessa. Em 21 de agosto de 2015, o restante do elenco foi anunciado, incluindo Geoff Stults como David, o ex-marido, Isabella Rice como Lily, a filha, Cheryl Ladd como mãe da personagem de Heigl, e Simon Kassianides, Whitney Cummings e Robert Wisdom.
Ravi D. Mehta e Emanuel Michael também foram anunciados como produtores do filme, junto com outros membros da equipe criativa, incluindo o diretor de fotografia Caleb Deschanel, o desenhista de produção Nelson Coates, o editor Frédéric Thoraval e a figurinista Marian Toy.

### Filmagem
As filmagens do filme começaram em 17 de agosto de 2015, em Los Angeles e nos arredores.
Dawson foi flagrada filmando em Beverly Hills, Califórnia,  e Heigl foi flagrada com sua dublê, uma ginete profissional, Jennifer Sims.

## Lançamento
Unforgettable foi lançado em 21 de abril de 2017, pela Warner Bros. Pictures.

### Bilheteria
Unforgettable arrecadou US$11,4 milhões nos Estados Unidos e Canadá e US$6,4 milhões em outros territórios, totalizando US$17,8 milhões em todo o mundo. Havia estimativas diferentes do orçamento, o Los Angeles Times estimou que o filme tinha um orçamento de produção de US$12 milhões. Relatórios do governo da Califórnia afirmam que o filme gastou US$26,9 milhões em locais elegíveis para descontos de impostos.
Nos Estados Unidos e no Canadá, Unforgettable foi inicialmente projetado para arrecadar cerca de US$7 milhões em 2,417 cinemas no fim de semana de estreia. No entanto, depois de arrecadar apenas US$1,7 milhão na sexta-feira, as projeções do fim de semana foram reduzidas para US$4-5 milhões. Acabou abrindo para US$4,8 milhões, terminando em 7º nas bilheterias.